# Tiên Châu
Tiên Châu là một xã thuộc huyện Tiên Phước, tỉnh Quảng Nam, Việt Nam.
Xã Tiên Châu có diện tích 40,96 km², dân số năm 1999 là 4786 người, mật độ dân số đạt 117 người/km².